# Philipp Krauß
Philipp Krauß (* 7. März 2001 in Kaufbeuren) ist ein deutscher Eishockeyspieler, der seit März 2022 beim ERC Ingolstadt aus der Deutschen Eishockey Liga (DEL) unter Vertrag steht und dort auf der Position des Stürmers spielt.

## Karriere

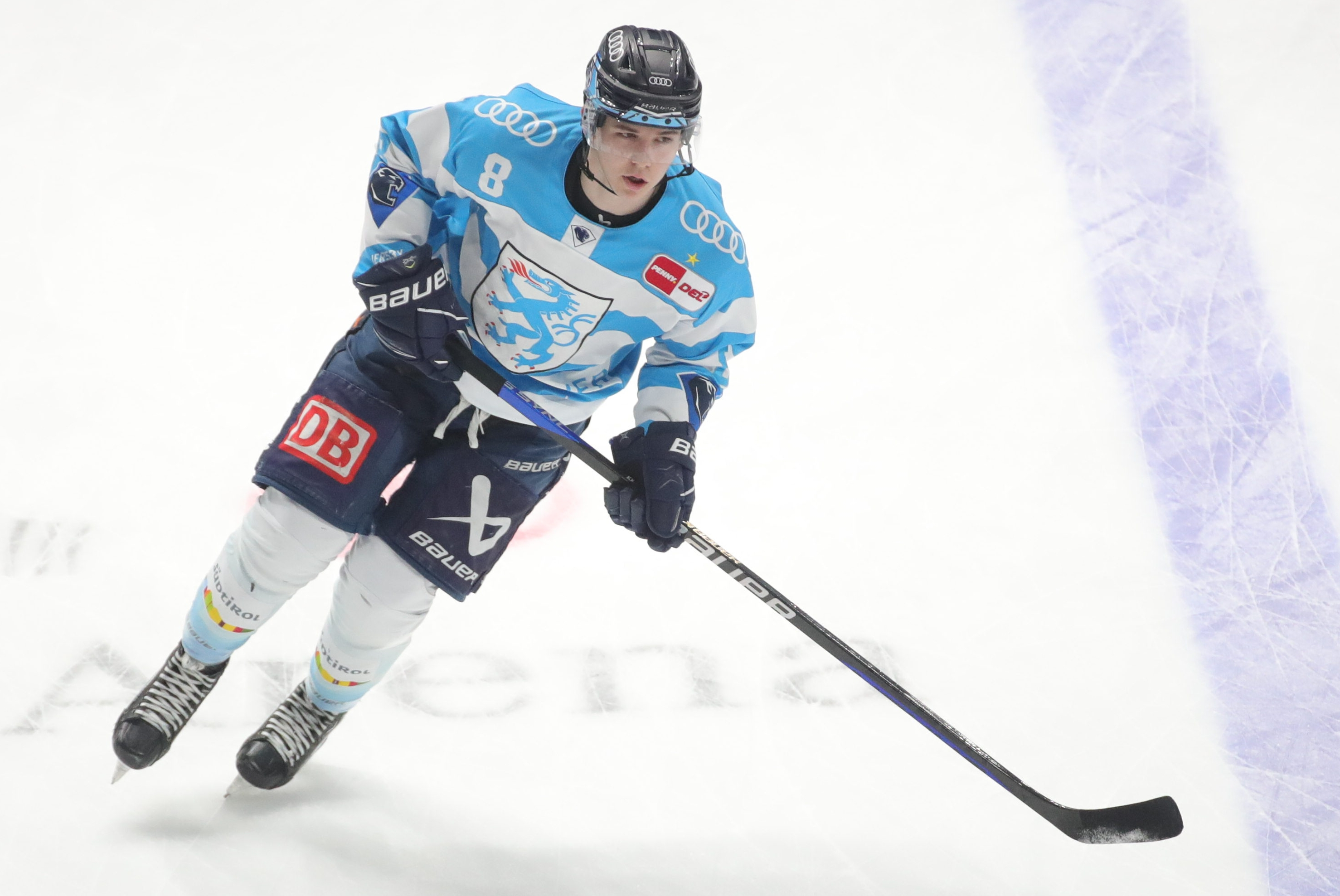
Krauß im Trikot des ERC Ingolstadt (2023)

Krauß verbrachte seine Juniorenzeit in der Nachwuchsabteilung des ESV Kaufbeuren, dem Eishockeyverein aus seiner Geburtsstadt. Mit den Nachwuchsmannschaften spielte der Stürmer unter anderem in der Schüler-Bundesliga und der Deutschen Nachwuchsliga (DNL). Dort kam er bereits im Alter von 16 Jahren im U19-Team zu Einsätzen. Nachdem das DNL-Team im Frühjahr 2018 aus der höchsten DNL-Leistungsstufe abgestiegen war, gehörte Krauß in den folgenden beiden Jahren zu den besten Punktesammlern in der Division II. Im Frühjahr 2020 gelang der Wiederaufstieg. Im Verlauf der Saison 2019/20 hatte der Angreifer zudem erste Erfahrungen im Senioreneishockey beim EV Lindau aus der drittklassigen Eishockey-Oberliga gesammelt.
Zur Saison 2020/21 schaffte Krauß den Sprung in den Profikader seines Ausbildungsvereins aus der DEL2. In 50 Hauptrundenspielen sammelte er dabei 20 Scorerpunkte und setzte sich bei der Wahl zum DEL2-Rookie des Jahres gegen Bennet Roßmy und Joshua Samanski durch. Am Ende der Spielzeit 2021/22 steigerte er seine Ausbeute auf 32 Punkte und erhielt im März 2022 ein Vertragsangebot des ERC Ingolstadt aus der Deutschen Eishockey Liga (DEL) für die Saison 2022/23. Mit dem ERCI, für den er inklusive der Playoffs 67 Partien absolvierte, wurde das Talent am Ende des Spieljahres Vizemeister. Darüber hinaus hatte er – ausgestattet mit einer Förderlizenz – zwei Spiele für die Ravensburg Towerstars in der DEL2 bestritten. In der Saison 2023/24 spielte Krauß ausschließlich für Ingolstadt in der DEL und verdoppelte seine Punktausbeute in der Hauptrunde annähernd. Sein Vertrag wurde daraufhin im März 2024 um drei Jahre verlängert.

### International
Nachdem Krauß in den Juniorennationalmannschaften des Deutschen Eishockey-Bundes keine Berücksichtigung gefunden hatte, wurde er im Februar 2023 von Interimstrainer Alexander Sulzer in den Kader der deutschen A-Nationalmannschaft eingeladen. Er kam zu zwei Testspielen gegen die Slowakei, als die DEB-Auswahl ausschließlich mit U25-Spielern antrat. Im weiteren Verlauf des Kalenderjahres spielte der Stürmer beim Deutschland Cup 2023.

## Erfolge und Auszeichnungen
- 2020 Aufstieg in die Division I der DNL mit dem ESV Kaufbeuren
- 2021 DEL2-Rookie des Jahres
- 2023 Deutscher Vizemeister mit dem ERC Ingolstadt

## Karrierestatistik
Stand: Ende der Saison 2024/25
(Legende zur Spielerstatistik: Sp oder GP = absolvierte Spiele; T oder G = erzielte Tore; V oder A = erzielte Assists; Pkt oder Pts = erzielte Scorerpunkte; SM oder PIM = erhaltene Strafminuten; +/− = Plus/Minus-Bilanz; PP = erzielte Überzahltore; SH = erzielte Unterzahltore; GW = erzielte Siegtore; 1 Play-downs/Relegation; Kursiv: Statistik nicht vollständig)